# Tunnel d'Aragon
Le tunnel d'Aragon (en catalan : túnel d'Aragó) est un tunnel ferroviaire urbain qui traverse la ville de Barcelone en dessous de l'avenue de Rome et de la rue d'Aragon.

## Histoire
Ce tunnel a été construit dans le prolongement de la ligne de Vilafranca jusqu'à l'endroit où il existait un lien entre la gare de Barcelone-Sants et la gare de França, mais à l'époque il était construit sous la forme d'une tranchée (semi-enterrée) dans la même rue en 1882, avant la connexion ultérieure de la ligne de Gérone (1970) à Clot et La Sagrera.

## Itinéraire

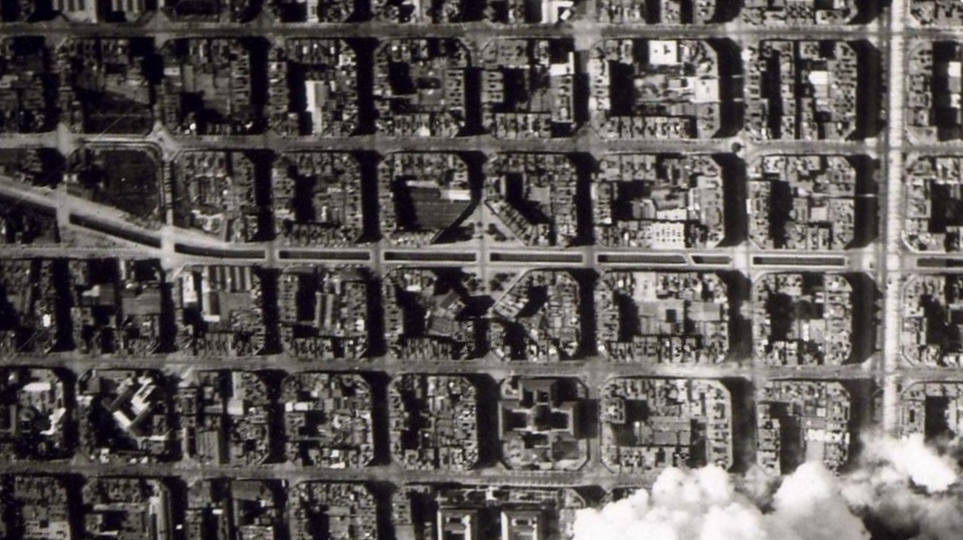
La ligne à moitié enterrée rue d'Aragon et avenue de Rome en 1938, avant qu'elle soit couverte et devienne le tunnel actuel.

L'actuel tunnel relie la gare de Sants à la gare de Passeig de Gràcia et celle du Clot-Aragó, où peu après se finit le tunnel pour aller vers la Sagrera. Depuis 1972, une bifurcation relie Sants avec Place de Catalogne, et après Passeig de Gràcia se trouve la bifurcation d'Aragon qui permet de le relier avec l'embranchement de Glòries pour aller jusqu'à la gare de Barcelone-França.
Il s'agit actuellement de l'un des deux tunnels urbains des Rodalies de Barcelone ; un troisième attend l'approbation pour être construit.